# Towarzystwo Budowy Samochodów AS
Towarzystwo Budowy Samochodów AS – polski producent samochodów osobowych i dostawczych, z siedzibą w Warszawie, istniejący w latach 1924–1939.

## Historia
Towarzystwo Budowy Samochodów AS powstało w 1924 roku z inicjatywy warszawskiego przedsiębiorcy Jana Łaskiego oraz inżynieria Czesława Zbierańskiego, który był właścicielem „Warszawskich Autowarsztatów” – obszernych hal założonych w 1922 roku przy ul. Złotej 64 – gdzie ulokowano produkcję samochodów AS. Zbierański został kierownikiem produkcji, a konstruktorem podwozia pojazdu został inżynier Aleksander Liberman, który objął w przedsiębiorstwie stanowisko dyrektora technicznego. Siedziba przedsiębiorstwa mieściła się przy ulicy Srebrnej 16.
Pierwsze prototypowe podwozia wykonano 4 stycznia 1927 roku, a 27 marca skarosowano je w Szydłowieckiej Fabryce Powozów Braci Węgrzeckich. Po kilkumiesięcznych próbach drogowych AS został wprowadzony do sprzedaży. Pojazdy były produkowane w czterech wersjach nadwoziowych – taxi-landaulet, kabriolet, limuzyna oraz furgon dostawczy. Najwięcej powstało wersji dla warszawskich taksówkarzy ok. 100 sztuk, pozostałe wersje powstały w liczbie ok. 50 sztuk.
Można było również zamówić samo kompletne podwozie w dowolnej wersji silnikowej za znacznie niższą cenę. Samochody były napędzane jednostkami napędowymi pochodzącymi z Francji, odpowiednio firmy Chapuis-Dornier (wersja S1) o mocy 17 KM lub jednostką firmy CIME (wersja S2) o mocy 24 KM. W pierwszych egzemplarzach zastosowano także silnik marki Ruby.
Nadwozia do samochodów AS produkowała Szydłowiecka Fabryka Powozów Braci Węgrzeckich powstała w 1875 roku. Za swoje wyroby na Powszechnej Wystawie Krajowej w Poznaniu w 1929 roku otrzymała m.in. srebrny medal, a samochody marki AS wzbudziły duże zainteresowanie. Pojazdy chwalono zwłaszcza z powodu „..bezszelestnego i precyzyjnego zamykania drzwi – bez zwykłego w tych przypadkach rzucania..”
W 1929 roku Liberman wykupił od Łaskiego udziały w fabryce i stał się właścicielem firmy. Około 1930 roku produkcja samochodów została zawieszona z przyczyn światowego kryzysu ekonomicznego, który spowodował załamanie się rynku samochodowego. W 1932 roku na terenie fabryki wybuchł pożar, który strawił większość wyposażenia oraz części niezbędne do montażu pojazdów.
W drugiej połowie lat 30. właściciel fabryki Czesław Zbierański przeniósł ocalałe z pożaru urządzenia produkcyjne i części samochodowe ze spalonego zakładu do ówcześnie podwarszawskiego Miedzeszyna. W tym czasie rola Aleksandra Liebermana, konstruktora AS-a, pozostaje nieznana. Do wybuchu wojny „Towarzystwo Budowy Samochodów AS” zajmowało się produkcją m.in. podzespołów do różnych marek samochodowych, części zamiennych do samochodów AS oraz wchodzących w zakres produkcji samochodowej, samolotowej czy wyrobami wszelkiego rodzaju trybów stożkowych i czołowych.
Łącznie powstało około 150 samochodów marki AS. Pojazdy powstawały w trzech seriach, z czego dwie pierwsze szacuje się na 60 i 80 sztuk, a trzecia, mimo że była planowana na 100 sztuk została zrealizowana tylko w niewielkiej ilości. Do dziś nie zachował się żaden model. Wiadomo o tym, że jeden z egzemplarzy posłużył jako część barykady przy ulicy Wilczej w czasie powstania warszawskiego, inny, prawdopodobnie ostatni, który przetrwał wojnę był eksploatowany jako taksówka w Warszawie jeszcze do połowy lat 50.

## Modele
- AS S1/S2 – silnik o mocy 17 KM
- AS S1/S2 – silnik o mocy 24 KM

Samochody dostępne były w takich wersjach jak: taxi-landaulet, kabriolet, limuzyna oraz furgon dostawczy.